# 2021年7月巴格达爆炸案
2021年7月19日，一名自杀式炸弹袭击者在伊拉克巴格达萨德尔城的一個市場引爆了自己身上的炸彈。爆炸造成至少35人死亡，60多人受伤。伊斯兰国声称对此次袭击负责。